# Ніко Боуві
Ніколас Ян Жером «Ніко» Боуві (нід. Nicolaas Jan Jerôme «Nico» Bouvy; Банда-Нейра, Голландська Ост-Індія, 11 липня 1892 — Гаага, 14 червня 1957) — нідерландський футболіст, який здобув бронзу в складі національної збірної Нідерландів на Олімпійських іграх 1912.

## Життєпис
На батьківщині грав у клубах «Дордрехт» (1910-1913) і «Конінклейке ГФК» (1914-1923). В осінній частині сезоу 1913-14 працював граючим тренером у німецькому клубі «Альтона 93». У травні 1924 року зіграв один раз за «Вікторію» (Гамбург) проти «Кардіфф Сіті» за спеціальним дозволом від ДФК.
Зіграв дев'ять міжнародних матчів за збірну Нідерландів у 1912—1913 роках і забив чотири голи. На Олімпіаді 1912 року грав лівого крйнього нападника і забив два голи в матчі проти Швеції (перший тур, 4:1).
Помер 14 червня 1957 року у віці 65 років у Гаазі.
Його старший брат Дольф Боуві грав за «Гарлем». Ще один брат Жак разом з Дольфом грали в Німеччині за «Цітронен» з Гамбурга. Жак також виступав за «Карлсруер ФВ».

## Титули і досягнення
- Бронзовий призер Олімпійських ігор (1):

Нідерланди: 1912

## Статистика

### Статистика виступів за збірну
| Дата       | Місто           | Господарі        | Результат | Гості      | Турнір                 | Голи | Примітки                 |
| ---------- | --------------- | ---------------- | --------- | ---------- | ---------------------- | ---- | ------------------------ |
| 16-3-1912  | Галл            | Англія           | 4 – 0     | Нідерланди | товариський матч       | -    | Аматорська збірна Англії |
| 29-6-1912  | Стокгольм       | Швеція           | 3 – 4     | Нідерланди | ОІ 1912 - Перший раунд | 2    |                          |
| 30-6-1912  | Сульна (комуна) | Нідерланди       | 3 – 1     | Австрія    | ОІ 1912 - 1/4 фіналу   | 1    |                          |
| 2-7-1912   | Стокгольм       | Нідерланди       | 1 – 4     | Данія      | ОІ 1912 - Semifi.      | -    |                          |
| 4-7-1912   | Сульна (комуна) | Нідерланди       | 9 – 0     | Фінляндія  | ОІ 1912 - За 3 місце   | -    |                          |
| 17-11-1912 | Лейпциг         | Німецька імперія | 2 – 3     | Нідерланди | товариський матч       | -    |                          |
| 9-3-1913   | Антверпен       | Бельгія          | 3 – 3     | Нідерланди | товариський матч       | -    |                          |
| 20-4-1913  | Зволле          | Нідерланди       | 2 – 4     | Бельгія    | товариський матч       | 1    |                          |
| 15-11-1913 | Галл            | Англія           | 2 – 1     | Нідерланди | товариський матч       | -    | Аматорська збірна Англії |
| Усього     |                 | Матчів           | 9         |            | Голів                  | 4    |                          |